# 骑士酒店
《骑士酒店》（英語：Hotel Chevalier）是一部2007年的短片，由韦斯·安德森编剧并导演，约翰逊·舒瓦兹曼和娜塔莉·波特曼在片中扮演一对过去的情侣，如今在巴黎一间酒店房间重聚。影片全长13分钟，是安德森2007年长片《穿越大吉岭》的序幕，但起初的计划是作为独立作品。电影的拍摄资金由安德森亲自筹集，在巴黎一家酒店取景，工作人员的数量很少。影片于2007年9月2日在威尼斯电影节首映，之后又于同月在美国4个城市的苹果零售店首映。首映次日，开始提供影片的免费下载，时长一个月，下载人次超过50万。电影几乎获得了影评人的一致好评，认为短片即使是与《穿越大吉岭》相比也毫不逊色，还称赞了其丰富的内容、辛酸的感受，以及精细的制作。

## 剧情
一家酒店大堂內，礼宾部工作人员接到客户从房间打来的电话。一名男子（约翰逊·舒瓦兹曼饰）身着黄色浴袍躺在床上，一边看报纸，电视上还播放着美国黑白战争片《战地军魂》（Stalag 17），正是他打电话到楼下用半生不熟的法语要求提供客房服务。不一会儿，电话铃响了，里面是一个他熟悉的女人声音，对方表示自己正从机场赶来，并询问他的房间号码。男子表示自己并没有同意她前来，并对此表现出不快，但他还是告诉了对方房间号码。接下来他开始匆忙整理房间，把吧台前的音响系统正在播放的歌曲——彼得·扎尔施泰特（Peter Sarstedt）的（意为《你要去哪儿（我的爱人）》）暂停，然后开始朝浴缸放水。
男子身穿灰色西装躺回床上，不一会儿就听到敲门声，他起身让音响中继续播放歌曲，然后打开门。门外的女人（娜塔莉·波特曼）盯着他看了几秒钟，然后问起里面放的是什么歌。男人没有回答，但女人还是走进房间，并送给他一束鲜花。她试图吻上他的嘴唇，但男人把头转到一边，两人都抱住了对方。男人关上门，问起对方怎么找到了自己，她回答“也没多难啦”。她在房内四下走动，看着他的东西，用他的牙刷刷过自己的牙齿，但谢绝了对方给自己准备好的洗浴。
回到卧室，女人转头看着男人，缓缓地询问对方“到底是他妈怎么回事？”他让女人和自己一起躺在床上，告诉对方自己已经在这里住了“一个多月”，并且不得不结束两人的恋情。两人躺回床上看着对方，一会儿客房服务到了，服务员走后，两人开始接吻，男人开始脱掉女人的衣服。两人谈及之前分开后没有同别的人睡过，他还在脱掉她的衣服后发现女人手臂上有瘀伤，女人对此没有加以解释。她趴在他的身上，告诉男人自己不想失去他的友谊，她爱他，从没想过要伤害他。男人冷淡回应称两人永远都不会成为朋友，但在她拥抱自己时还是回抱住对方。再次响起，男人请女人到窗前看风景。
女人裸身靠在衣柜上，男人走上前给她披上黄色浴袍，两人朝窗前走去。走上阳台后，男人从口袋里拿出一支牙签递给她，向外看了一会儿风景后，她轻轻攀住他的脖子，两人一起走回室内。

## 背景和制作

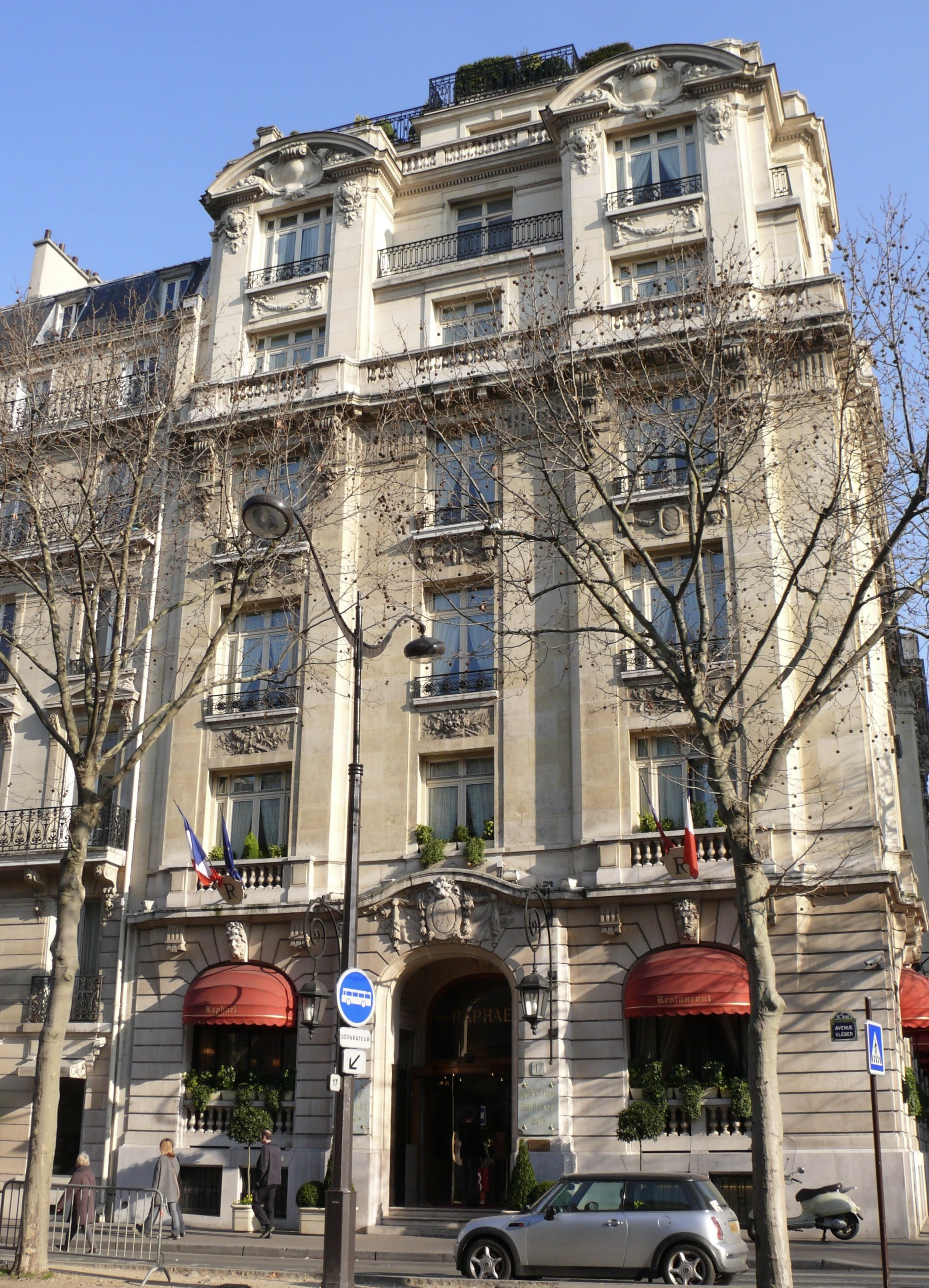
巴黎的拉斐尔酒店就是片名中的骑士酒店，电影中的所有镜头都是在此取景

导演韦斯·安德森于2005年首次就拍摄《骑士酒店》联系了约翰逊·舒瓦兹曼和娜塔莉·波特曼。舒瓦兹曼和安德森之前曾在1998年的《青春年少》（Rushmore）中合作，该片是安德森的第二部邪典长片，两人还在舒瓦兹曼位于巴黎的公寓里同住了数月。导演从斯科特·鲁丁那里拿到波特曼的电子邮件地址，她主演的2004年电影《偷心》就是由鲁丁担任制片人。两位演员都能够为拍摄腾出时间，安德森亲自为接下来的制作出资。影片在巴黎的拉斐尔酒店拍摄，这里之前还曾是1996年电影《爱在巴黎》（Love in Paris）和1998年电影《五克拉的爱情》（Place Vendôme）的取景地。剧组成员一共只有15人，采用宽银幕格式摄制，还使用了安德森公寓中的物品作为道具。整个拍摄工作一共花了两天半时间，剪辑则耗时一星期，是用安德森的电脑完成。虽然片中采用了时尚设计师马克·雅各布斯设计的衣柜以及路易·威登的手工制旅行箱，但导演还是形容影片制作过程“如同制作学生电影”。
安德森起初打算将本片制作成剧情独立的短片，但他在开拍后不久就意识到，舒瓦兹曼的角色与自己当时正在创作的长片电影剧本中的一位主角非常相似。该片会在一年后开始制作，片名为《穿越大吉岭》。《穿越大吉岭》的主要剧情从《骑士酒店》的故事发生两周后开始，舒瓦兹曼扮演的杰克·惠特曼（Jack Whitman，这个名字一直到《穿越大吉岭》中才透露）同两个哥哥一起前往印度。《骑士酒店》片尾两个角色间的对话源于舒瓦兹曼的角色在《穿越大吉岭》片尾向自己两个哥哥的叙述，相当于他创作的短篇小说节选。波特曼还有在该片中客串出镜。为《穿越大吉岭》注资的福克斯探照灯影业一直到该片完成时才知道《骑士酒店》的存在，该公司表示与这部短片不存在任何经济关联。

## 发行
2007年9月2日，《骑士酒店》作为《穿越大吉岭》世界首映的一部分在第64届威尼斯电影节首映，然后又于9月25日在纽约、芝加哥、旧金山和圣莫尼卡的苹果零售店举行了单独的首映式。安德森、舒瓦兹曼和波特曼出席了在纽约苏豪区进行的放映活动，放映完毕后还在现场回答观众提出的问题。次日，苹果公司的开始提供短片的免费下载服务。9月28日，《穿越大吉岭》在2007年纽约影展开映，之前先放映了《骑士酒店》。首映前发布的新闻稿中称，短片是“一场注定浪漫的短暂尾声和《穿越大吉岭》的序幕”。
短片在上提供的免费下载持续了一个月。虽然在这一个月以前《今日美国》专栏作家苏珊·沃洛兹纳（Susan Wloszczyna）曾批评短片不过是道“开胃小菜”，“注定只能成为一个单纯的注脚”，但其下载人次仍达到近50万，并且获得了普遍赞誉。停止通过提供免费下载后，短片开始在电影院上映，是《穿越大吉岭》的序片。《纽约时报》于2007年10月报道称，发行商福克斯探照灯影业有意让《骑士酒店》参加奥斯卡最佳短片奖角逐，但本片最终没有得到提名。2008年发行的《穿越大吉岭》中也收录了这部短片，安德森撰写的短片剧本于发表在2007年冬的文学杂志《西洋镜》（Zoetrope: All-Story）上。

## 专业评价
《骑士酒店》是2007年最受关注的短片之一，获得了大量赞誉，多篇评论文章中认为该片即便是与《穿越大吉岭》相比也毫不逊色。《娱乐周刊》的加里·苏斯曼（Gary Susman）形容这是“一个精致的小故事，我们了解的不是很多，刚好对这两个角色有足够的认识”，他还指出，“《骑士酒店》看起来仍是安德森惯用的珠宝盒与玩具屋模式的结晶，并且其形式和长度都配合得恰如其分”。阿尔芒·怀特（Armand White）在《纽约新闻》（New York Press）上评价短片中包含一种“失落女孩的辛酸”，让作品“感人并且有着真正的现代感”。娜塔莉·波特曼在其中的裸露场景以及伤痕累累的身体吸引了一些人的注意。波特曼对此表示失望，称“看到每篇评论中都有一半内容……是有关裸戏，这真是让我感到郁闷”。这一事件也让她开始重新考虑自己选择出演的决定是否明智，随后还发誓永远都不会再在电影中出演裸戏。
《时代》周刊影评人理查德·科利斯（Richard Corliss）称赞了波特曼的表演，是这部“诱人小插曲”中“新鲜绽放的喜剧女星”，还希望她在《穿越大吉岭》中的戏份能更多一点。他还觉得长片电影中缺乏“短片中的感性和智慧”。网站的斯蒂芬妮·扎克拉克（Stephanie Zacharek）也有类似看法，称“与《穿越大吉岭》从头到尾讲述的故事相比，《骑士酒店》中不为人知的故事吸引人的程度超出十倍，并且也更加丰富”，在她看来，这部短片已“几近完美”。《卫报》专栏作家丹尼·丽（Danny Leigh）将影评人和博客作者对《穿越大吉岭》的冷淡，以及对《骑士酒店》“完美定制的叙事”表现出的“真正激情”对比。他认为短片格式的限制让安德森可以有良好的发挥，他标志性的冷幽默、特异的艺术指导设计，以及配乐的选择都耗尽了观众观看一部长片作品的耐心。《纽约时报》的·斯科特（A. O. Scott）称，与“厚实手提箱”般的长片相比，《骑士酒店》仿佛“一颗小宝石”，他在文章中称这是一部值得探究的作品，这不仅仅是因为里面包含有惠特曼兄弟故事的一部分，并且单就短片本身来说，这也是安德森先生那令人伤脑筋的同时又耐人寻味、高深莫测、感人而讽刺的才华方面近乎完美的升华”。

## 扩展阅读
- Jess-Cooke, Carolyn. . . Edinburgh: Edinburgh University Press. 2009: 104–107. ISBN 0-7486-2603-4. OCLC 286519386.